# Hengsberg
Hengsberg là một đô thị thuộc huyện Leibnitz trong bang Steiermark, nước Áo. Đô thị Hengsberg có diện tích 17,75 km², dân số cuối năm 2022 là 1497 người.
Hengsberg nằm ở phía nam Graz tại chân đồi Buchkogel. Các đơn vị dân cư là:
- Flüssing
- Hengsberg
- Kehlsdorf
- Komberg
- Kühberg
- Leitersdorf
- Matzelsdorf
- Schönberg an der Laßnitz
- Schrötten an der Laßnitz